# Gender

Symboly pohlaví, používané též jako symboly genderů, vlevo feminní (ženský), vpravo maskulinní (mužský)

Gender ( [dʒɛndr]IPA), česky sociální pohlaví, někdy rod, je pojem užívaný pro označení osobní identity a společenské role jedince ve vztahu k maskulinitě a feminitě. Gender jednotlivce v západní společnosti znamená, do jaké míry se daný člověk cítí být mužem či ženou, které pohlaví je mu okolím přisuzováno a jaké chování a povahové rysy jsou od něj proto očekávány. Pojmem gender může ale být míněna pouze genderová identita jedince nebo pouze genderové stereotypy a role.
Na rozdíl od kategorie pohlaví, ze které gender vychází a která je založená především na biologických základech, bývá gender většinou chápán jako společenský konstrukt, tedy jako soubor lidmi vytvořených představ a pravidel. Tyto představy a pravidla se mohou lišit podle kultury a období, přičemž se mění jak počet společensky přijímaných genderů, tak charakteristiky, podle nichž se gender jednotlivce určuje. Západní společnosti obvykle vycházejí z konceptu dvou genderů (maskulinního a feminního, respektive mužského a ženského). Univerzalita a vhodnost tohoto striktně binárního pojetí však bývá zpochybňována, stejně jako možnost vůbec přesně oddělit pojmy pohlaví a gender.
Gender jedince je jedním z klíčových prvků jeho společenského života, jelikož se podílí na utváření jeho pozice v mocenských a emocionálních mezilidských vztazích. Přestože však existuje mnoho stereotypů a očekávaných projevů spojených s maskulinitou a feminitou, nejsou jednotlivé gendery ve všech aspektech exaktně vymezitelné. Chování, které se od jedince na základě genderu očekává či je akceptováno, se nazývá genderová role; souhrn těchto očekávání je pak označován za ideologii genderových rolí.
Genderové otázky zkoumají gender studies, interdisciplinární obor využívající převážně sociologických, kulturologických a literárněvědných východisek a zahrnující pod sebe jako podobory ženská studia a mužská studia. V České republice existuje odborné pracoviště Národní kontaktní centrum – gender a věda a vychází časopis Gender a výzkum.

## Historie pojmu

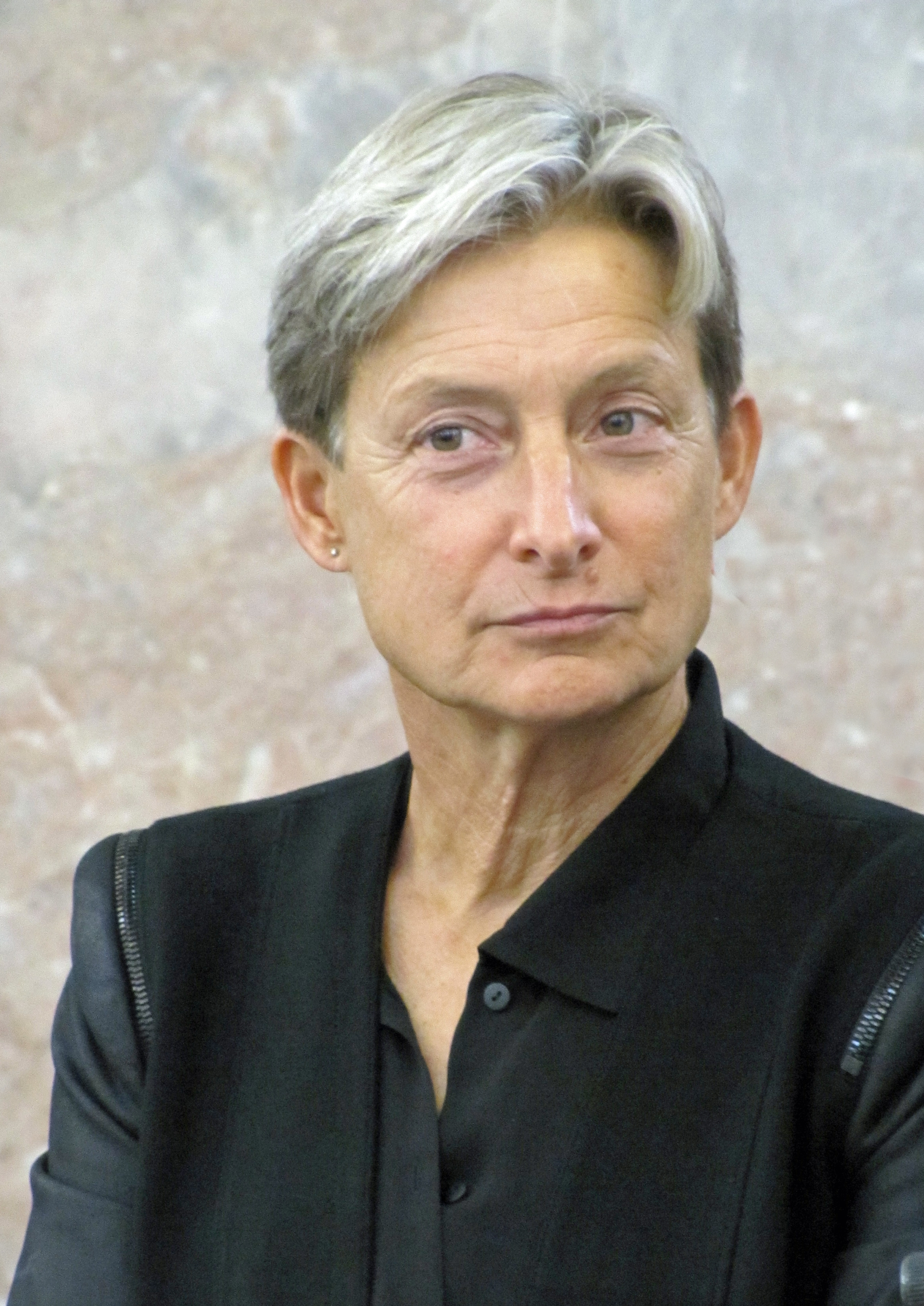
Filosofka a teoretička Judith Butlerová (2012)

Do češtiny přešel pojem gender z angličtiny, kde původně označoval jmenný rod. Ve spojení s člověkem a jeho rodem se používal dlouhodobě, s nejstarším dokladem z 15. století, tato stará užití ovšem mohla být míněna žertovně. V 19. století využila gender ve smyslu osobního (nikoliv gramatického) rodu například prozaička George Eliot v románu Červený mlýn (The Mill on the Floss, 1860). V akademických textech se pojem začal poprvé objevovat v 50. letech 20. století, užíval ho sexuolog John Money. Jeho větší rozšíření je však spojeno až s vzestupem feministického bádání v 70. a 80. letech.
Klíčové impulzy do zkoumání a vymezení genderu vnesla Ann Oakleyová (Pohlaví, gender a společnost, 1972), když vymezila pohlaví (sex) jako soubor anatomických a fyziologických charakteristik, jež signalizují biologické mužství či ženství, zatímco gender definovala jako sociálně konstruovanou maskulinitu a feminitu. Gender v jejím pojetí nevychází z biologického pohlaví, je projevem společenských a kulturních aspektů spojených s vnímáním maskulinity a feminity v určité společnosti v určité době. Na konci 70. let ovlivnily zkoumání genderu Suzanne Kesslerová a Wendy McKennová, které pojímaly gender jako označení pro veškeré rozdíly mezi ženami a muži, mezi feminním a maskulinním, a to včetně tvaru pohlavních orgánů. Užitím jediného pojmu chtěly zdůraznit, že prvek sociální konstrukce je přítomen ve všech aspektech mužství a ženství, pohlaví nevyjímaje. Candace Westová a Don H. Zimmerman na konci 80. let vyšli z předpokladu, že spíše než o genderu jako fenoménu by se mělo hovořit o aktu dělání genderu. Performativní chápání mužství a ženství, tedy hraní genderů jakožto proměnlivých kategorií podle různých společenských situací, se stalo východiskem postmoderního feminismu. V 90. letech se prosadila Judith Butlerová knihami Potíže s rodem (1990) a Závažná těla (1993) a kritikou binárních rozdělení maskulinita/feminita a pohlaví/gender. U pohlaví a genderu je vzájemná prostupnost dána podle Butlerové tím, že také zdánlivě biologická fakta týkající se pohlaví jsou ve skutečnosti pouze výsledkem interpretace tělesných vlastností v rámci různých vědeckých diskurzů, jež mohou sloužit společenským nebo politickým zájmům. Po roce 2000 začal být pojem gender užíván častěji než pohlaví (sex), v některých případech jako synonymum.

## Genderová binarita
V moderní západní společnosti převládá v obvyklém uvažování koncept dvou genderů, maskulinního a feminního, přičemž přítomnost jednoho vylučuje druhý. Podle Butlerové je však obtížně udržitelné jak rozdělení na mužskost a ženskost, tak rozdělení na biologické pohlaví a sociální gender, neboť v obou případech se kategorie částečně prolínají. Kritikou binárního dělení genderů se zabývá také queer teorie, přičemž kromě existence pouze dvou genderů zpochybňuje také neměnnost a danost binární kategorie pohlaví.
Přísně binární rozdělení, v západní společnosti obvyklé, vychází zejména z osvícenského lékařského myšlení 18. a 19. století. Starší evropská pojetí jsou méně jednoznačná. Historik a sexuolog Thomas Walter Laqueur připomíná předmoderní (starověké, středověké a raně novověké) texty, vycházející z galénovsko-hippokratovského modelu, podle něhož jsou ženské genitálie pouze obrácené dovnitř, ale jinak stejné jako mužské. Laqueur proto tvrdí, že v předmoderním myšlení neexistoval koncept dvou striktně oddělených pohlaví, nýbrž jediné pohlaví ve své dokonalé formě (muž) a nedokonalé formě (žena). Proto také nemohly být k maskulinitě a feminitě přiřazovány dva protikladné gendery. Místo toho se v genderech, vždy nejméně dvou, se odrážely „delikátní a obtížně čitelné odstíny jediného pohlaví“, například v oblasti touhy – vedle sebe mohli stát zženštilý mladý chlapec, smělé a „pro plození příliš horké“ mužatky a zralý muž, který má zálibu v ženách či právě v chlapcích.
Zřetelná může být nebinárnost genderového pojetí v některých neevropských kulturách. Některé kmeny amerických indiánů rozlišovaly tři nebo čtyři gendery. V historických dokumentech byly osoby nebinárních genderů souhrnně označovány jako berdaší (berdache), v moderním zkoumání se někdy užívá pojem two-spirits (dvě duše), případně se jednoduše mluví o odchylných genderech nebo se používají příslušná domorodá označení. Komplikovanější situace panuje u Inuitů, kde je gender provázán s kultem předků. Jednotlivci jsou přidělována jména a vlastnosti předků, což vede k mnohonásobné genderové identitě.
Gender lze chápat také v jemnějším rozvrstvení vzhledem k sexuálním, reprodukčním, náboženským a společenským možnostem jedince. Jako zvláštní kategorie může nebo mohl být vzhledem ke svému společenskému postavení vnímán například eunuch, přičemž důležitým rozlišením je také to, zda byl vykastrován, nebo zda se vykastroval (kupříkladu rituálně) sám. Jako specifický gender je možné také oddělit osoby, které žijí celibátně a nemohou vstoupit do manželství s jiným člověkem (například mniši a jeptišky). Lucie Storchová a Jana Ratajová při zkoumání preskriptivní literatury o ženství a manželství z českého raného novověku rozlišily osm genderů, dva maskulinní a šest feminních. Klíčovou otázkou vždy bylo, zda má jedinec „správný“ přístup ke svému životu a společenskému postavení, u žen se pak přidával jejich manželský stav. Preskriptivní raně novověká literatura tedy konstituovala tyto gendery: dobrý manžel, špatný manžel, dobrá panna, špatná panna, dobrá manželka, špatná manželka, dobrá vdova, špatná vdova.
Někdy bývá gender označován jako kontinuum, s pólem maskulinity na jednom konci a pólem feminity na druhém konci, přičemž každý jedinec zaujímá pozici mezi oběma póly.

## Gender a jedinec

### Přiřazení genderu
V moderní západní společnosti dochází k přiřazení genderu jedinci obvykle těsně po narození, v některých případech ještě před narozením, a sice na základě pozorovaných pohlavních znaků (přítomnost penisu, popřípadě jeho velikost či viditelnost) a tímto způsobem určeného pohlaví.
Soubor znaků, podle nichž může být stanoveno pohlaví (a následně gender), je nicméně poměrně komplexní a dle zvolené metody může kromě podoby a funkce rozmnožovacích orgánů zahrnovat také chromozomy (tvořící XX, XY nebo jinou kombinaci), hladinu jednotlivých pohlavních hormonů v těle dospělého, a s tím související druhotné pohlavní znaky jako vousy, ňadra a celkové rozmístění tukové tkáně na těle. V některých případech je proto jednoznačné určení pohlaví nemožné, například má-li jedinec „mužské“ chromozomy XY a zároveň ženské pohlavní orgány. Množství tzv. intersex osob v populaci bývá podle konkrétní definice odhadováno mezi 0,018 % a 4 %, nejčastěji 1,7 %. V případech intersex osob bývá přiřazení genderu problematičtější. Vzhledem ke společenskému tlaku na dodržování binárního pojetí genderů však bývá dítě v západní společnosti obvykle vychováváno jako muž nebo jako žena, ačkoliv jeho medicínský pohlavní status je nebinární. Intersex organizace však upozorňují na zvláštní situaci se třemi pohlavími a dvěma společensky a právně akceptovanými gendery a zasazují se o snížení důrazu na oficiálně určený binární gender.

### Genderová socializace
Socializace je proces, v němž si jedinec osvojuje společenské normy, hodnoty, očekávání a zvyky, a to nejen v dětství, ale do jisté míry během celého života. Podle obecné představy, rozšířené v západní společnosti, se dítě sice narodí s určitým pohlavím, příslušnému genderu se však musí teprve naučit, tj. projít genderovou socializací. Co je středobodem tohoto učení však pojímají různé teorie rozdílným způsobem.
Sigmund Freud byl představitelem psychoanalytické identifikační teorie, podle níž se dítě identifikuje s rodičem stejného genderu a napodobuje jej. Nancy Chodorowová tuto teorii modifikuje v podobě teorie vztahu k objektu, když říká, že chlapci se učí svůj gender osamostatněním od matky, zatímco dívky se ji učí napodobovat. Lawrence Kohlberg pracuje v návaznosti na Jeana Piageta s teorií kognitivního vývoje: děti se naučí genderům (maskulinnímu a feminnímu), a poté je uplatňují jako organizační a kategorizační principy pro věci kolem sebe. Sandra Bemová hovoří o optických sklech kultury a uvádí, že děti se naučí nejen genderovým pojmům, ale také tomu, jakým způsobem s nimi mají nakládat, neboť tyto způsoby jsou nenápadně vepsány do společenských hodnot, struktur a myšlení dospělých jedinců.
Během genderové socializace není jedinec jen pasivním příjemcem. Jde o soubor komplexních a dynamických procesů a člověk může vstřícně, nevšímavě či odmítavě reagovat na různorodé společenské podněty a zároveň je pro jiné sám vytvářet. Mezi nejdůležitější vnější činitele při genderové socializaci patří rodina, vrstevníci, škola a média. Prostřednictvím užívaného jazyka, oblečení nebo hraček, které jsou mu dávány k dispozici, se dítě učí nejen samotnému genderu, ale také stereotypům s ním spojeným. Značný vliv na genderovou socializaci mají vzory, ať už společenské, umělecké nebo náboženské. Například v katolickém prostředí existuje mariánský kult jako ideál hyperfeminity (tedy výrazné ženskosti a důrazu na mateřství).

### Genderová identita
Genderová identita je potenciálně jedinečná a specifická součást osobnosti jednotlivce. Navenek se nemusí nijak projevit (například pokud se člověk identifikuje jako jiný gender, než je mu přisuzován, a obává se společenské stigmatizace). Je také možné uvažovat o jádrové genderové identitě, vědomí příslušnosti k biologickému pohlaví. Gender, s nímž se jedinec identifikuje, je přitom obvykle ve shodě s genderem přisuzovaným mu společností na základě jeho pohlavních znaků. Za součást genderové identity se nicméně považuje také vztah k jednotlivým vlastnostem a vzorcům chování, které jsou společensky vnímány jako maskulinní či feminní, přičemž zde se jedinec od svého genderu často znatelně odchyluje.
Kromě environmentálních a sociokulturních vlivů se na utváření identity podepisuje také vystavení androgenům, a to jak v prenatálním období, tak po porodu. Obvykle se uvádí, že genderová identita se u dítěte fixuje mezi 18 měsíci a 4 lety života, v souvislosti s rozvojem jazykových dovedností. Některé studie nicméně naznačují, že k posunům může docházet i po tomto období, někdy i v dospělosti.

### Odhadování cizího genderu
Při setkání jedince s neznámým člověkem dochází k přisouzení předpokládaného genderu na základě indicií, které poskytuje vzhled (například tělo, vlasy, oblečení, způsob pohybu), chování (etiketa, konvenční společenské rituály, míra agresivity a dynamika moci) a textové prameny (jméno, oficiální dokumenty, vztahy s jinými osobami).
Možnosti odhadnutí genderu neznámé osoby na základě jazykových indicií se liší podle jazyka. Zatímco v angličtině není možné podle příjmení poznat gender osoby a také část běžných křestních jmen je genderově neutrální (Chris, Jaime), čeština většinu ženských příjmení přechyluje a genderově neutrálních křestních jmen obsahuje jen málo. Kromě toho čeština vyjadřuje rod osob nejen lexikem, ale také morfologicky a syntakticky, přičemž kromě genderu osoby, o které se mluví, často odhaluje také gender hovořící osoby a gender adresáta. Tento fenomén byl již dlouho před vznikem genderové lingvistiky komentován jazykovědnými badateli, například Pavlem Eisnerem v knize Chrám i tvrz (1946), když rozdělil evropské jazyky na ty, které kladou na osobní rod malý důraz (germánské jazyky), větší důraz (románské jazyky) a mimořádný důraz (slovanské jazyky).

## Gender jako sociální jev

### Genderové role

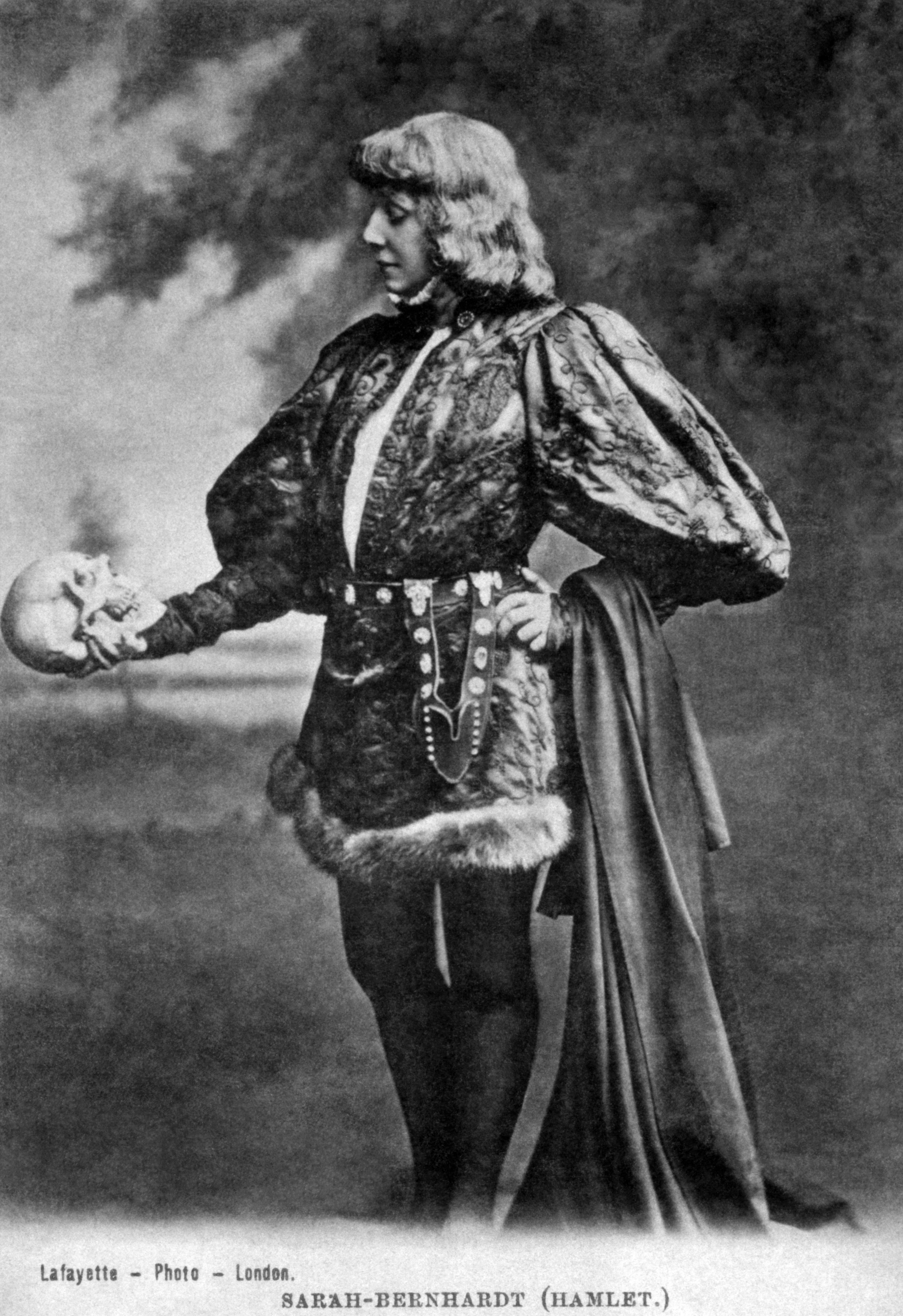
Herečka Sarah Bernhardtová jako Hamlet v maskulinním oblečení – crossdressing

Jako genderové role, nebo také genderový řád, jsou označovány způsoby chování, které jsou od osoby očekávány na základě jejího genderu. Prolínají s genderovými stereotypy a zároveň se podílejí na jejich vytváření. Mohou být velmi proměnlivé i v rámci jediné generace, na rozdíl od konceptu genderu, který se mění pomalu. Ve Spojených státech se v 50. letech 20. století podílela na ekonomickém zabezpečování rodiny zhruba třetina žen, zatímco na konci 20. století to byly téměř dvě třetiny (60 % žen ve srovnání se 75 % mužů).
To, zda člověk svou genderovou roli hraje, není podmíněno pouze jeho prožíváním svého vlastního genderu, ale také jeho konformitou. U konformní osoby určitého genderu je pravděpodobné, že se bude chovat podle pravidel pro daný gender stanovených, a to i v případě, že jí takové jednání není vlastní. V angličtině existují také označení pro děti, které si počínají způsobem očekávaným od jiného genderu: jako „tomboys“ jsou označovány dívky, které projevují zájmy běžně přisuzované chlapcům, zatímco pojem „sissy-boys“ s výrazně pejorativnějším podtextem se užívá pro chlapce s dívčími zálibami.
Pracuje se také s pojmem „ideologie genderových rolí“, a to proto, že genderovými rolemi je vytvářen celý systém předepsaného chování a myšlení, zejména v mezilidských vztazích, pracovním procesu a péči o děti, přičemž obvykle existuje rozšířený a silně zakořeněný názor, že právě užívané rozdělení genderových rolí je přirozené a objektivně správné.

### Genderové stereotypy
Jako stereotyp jsou označovány předem určené představy o povaze a chování všech příslušníků vymezené skupiny lidí. Může se jednat jak o negativní předsudky, tak o normativní představy (osoby v nějaké sociální kategorii jsou podle stereotypu takové, jaké je pro společnost žádoucí, aby byly). Stereotypy nejsou vytvářeny osobní zkušeností, verbálně a neverbálně je jedinci zprostředkují ostatní členové komunity. Stereotypy týkající se mužů a žen (popřípadě maskulinity a feminity) patří ve společnosti k nejsilnějším.
Genderové stereotypy se nejčastěji týkají osobnosti (představa, že maskulinní gender se pojí se soutěživostí, sebevědomím a logickým uvažováním, zatímco feminní s něhou, empatií a snadným projevováním emocí), projevují se ovšem také v oblasti tělesných rysů (svalnatost, chlupatost), sociálních rolí (živitel, obstaravatelka domácích prací), povolání (strojař, manažer, chirurg, knihovnice, učitelka, zdravotní sestra) a sexuality (sexuální žádostivost byla v různých dobách střídavě připisována maskulinitě a femininitě; předpokládá se, že jeden gender je vždy sexuálně přitahován výhradně tím opačným).
Existence genderových stereotypů může v mnoha případech vést k tomu, že se ukáží být platnými – je-li osobě nějakého genderu opakováno, že tuto činnost nemůže zvládnout (například dívka matematiku nebo chlapec práci s dětmi), je možné, že ji bude vinou nízkého sebevědomí a znevýhodňování společností skutečně vykonávat špatně. Ten jev popisován jako sebenaplňující předpověď.

### Gender a dělba práce
V antropologickém bádání převládá představa, že v prehistorických společnostech se vyvinula dělba práce na základě pohlaví či genderu. Toto pojetí rozpracoval ve 40. letech 20. století americký antropolog George Murdock. Podle tradiční interpretace jde o důsledek tělesných parametrů, zejména výšky a většího množstvím svalů u mužů (vliv testosteronu), a rovněž zátěží v podobě těhotenství, kojení a péče o novorozence u žen. Důraz na tělesné parametry je někdy v ekonomických teoriích rozšiřován na celé lidské dějiny, s tím, že období, s činnostmi vyžadujícími vynaložení velké svalové síly (lov, primitivní zemědělství, těžký průmysl), je genderová dělba práce výraznější. Moderní antropologie však klade nižší důraz na sílu, neboť v mnoha společnostech ženy vykonávají fyzicky náročnou práci a některé z nich mohou být silnější než někteří muži; genderová dělba práce pak vychází především z nižších možností mobility plodných žen vzhledem k jejich reprodukčním úkolům. Uvádí se také, že neexistuje jedno genderové rozdělení práce platné pro všechny lidské společnosti, ale spíše různá dělení práce, z nichž některá mohou být založená na genderu.
Až do 70. let 20. století antropologie předpokládala, že hlavní přísun potravy v lovecko-sběračských společnostech zajišťovali muži lovem, zatímco ženy se staraly o potomstvo. Moderní zkoumání však ukázala, že sběr tvoří ve většině těchto společností základ zdrojů, zatímco lov zajišťuje spíše variabilitu stravy a osobní prestiž. Podle signalizační či předváděcí hypotézy získávali muži lovem společenskou pozornost – zatímco sběr se týká zdrojů, jejichž získání je jisté, má lov nejistý výsledek, avšak může být vzhledem k získanému množství zdrojů velmi úspěšný. Během lovu je podle této hypotézy možné prokazovat zdatnost, a funguje tak jako součást namlouvání. Jednoduché vnímání prakticky motivované genderované dělby práce je zpochybňováno rovněž objevy, podle kterých také ženy často lovily malou zvěř a v některých případech i velkou zvěř.
Různé podoby dělby práce založené na genderu nalezneme také v historických společnostech. Pro měšťanskou společnost bylo typické partnerské rozdělení práce mezi ekonomicky a veřejně aktivního muže a ženu starající se o domácnost. Socialistický feminismus hovoří o ekonomickém nadřazení maskulinního genderu prostřednictvím placené práce mužů a neplacené práce žen. Z tohoto rozdělení následně podle této interpretace vycházejí pozorovatelné rozdíly mezi gendery.
Dělba práce v závislosti na genderu existuje i v moderní západní společnosti, přestože její význam v průběhu 20. století značně poklesl – počet žen vykonávajících placenou práci se ve Spojených státech zvýšil z 20 % v roce 1900 na 63 % v roce 2000. Dělba práce nicméně přežívá v tom, že některá povolání jsou výrazně maskulinní a jejich vykonavatelé jsou z 80–90 % muži (těžba dřeva, práce s kovem, lov, rybaření). Maskulinita převládá také v pozicích spojovaných s vysokou mírou moci, odpovědnosti či s vysokými odměnami. V České republice tvořili v roce 2014 muži ve skupině zákonodárců a řídících pracovníků 72,8 %, zatímco ve skupině pomocných a nekvalifikovaných pracovníků 38,7 %. V této souvislosti se vžil pojem skleněný strop, neviditelná společenská bariéra, která brání ženám v postupu na vysoké kariérní posty.
Představa, že úlohou žen není ekonomické zajišťování rodiny, se odráží také v nižších mzdách pro ženské pracovnice na stejných postech, případně výrazně nižších mzdách v profesích, které jsou společensky vnímány jako feminní, a tudíž méně prestižní, i když je vykonává muž (například učitelství nebo ošetřovatelství). V České republice je tento fenomén ve 21. století silnější než v některých západních zemích, například ve Francii, kde je však přítomen také.

## Gender jako princip

Jin a jang

Gender je rovněž spojen s abstraktním myšlením v maskulinním (či mužských) a feminních (či ženských) pojmech. To je v praxi realizováno tradičním spojováním genderu či pohlaví s charakteristikami, které s ním objektivně nemají nic společného. K maskulinitě může být například přiřazováno světlo, tvrdost, aktivita, k feminitě tma, vlhkost, pasivita. Rozdělení světa na dva určující principy, které propojují značné množství různorodých vlastností či idejí, vychází z archaického myšlení a lze ho nalézt například u raných řeckých filosofů.
Objevuje se také u starověkého čínského konceptu jin a jang. Ačkoliv má jít o dva rovnocenné, vzájemně komplementární principy, bývá toto pojetí kritizováno jako sexistické, neboť ženský princip spojuje s méně prestižními atributy (prázdnota, tma, podřízenost). Konfuciánství tento koncept skutečně využívá k ospravedlnění panství mužů nad jejich manželkami, taoistický pohled však nechápe jin jako negativní či slabší aspekt a pasivitu vnímá jako účinný postup například v bojovém umění. Někteří badatelé také poznamenávají, že jin a jang se zprvu s genderem nepojilo a toto přiřazení je pouze jednou z pozdějších interpretací původního konceptu astronomických cyklů.
Typickým projevem je rovněž spojování feminního genderu s tělesností a maskulinního genderu s duchovností a racionalitou, což je pojetí, jež se často objevuje ve vědeckých pojednáních v 19. století, například u sociologa Émila Durkheima. Durkheim spojuje ženskost s přírodou, zatímco maskulinní muži jsou podle něj produktem společnosti a schopní účasti na veřejném životě a kolektivním sociálním jednání.

## Gender v jazyce
Rozdělení genderů a jejich vzájemné vztahy vyjadřuje i gramatická a lexikální stránka jazyka, v češtině například univerzálním užitím mužského rodu při hovoru o neurčených či mnohačetných podmětech (tzv. generické maskulinum), nebo tím, že se pro některá povolání a role běžně používá tvar jen feminní či jen maskulinní (např. zdravotní sestra). Těmito otázkami se zabývá genderová lingvistika, řadící se k sociolingvistice. V širším pojetí lze sledovat uchopení genderu obecnějšími diskurzy, což v českém prostředí ukázala například Lucie Jarkovská v analýze hodin sexuální výchovy ve škole.

## Vybrané genderové teorie
- Sandra Bemová – Teorie genderových skel
- Nancy Chodorowová – Reprodukce mateřství
- Barrie Thorne – Gender play
- R. W. Connellová – Hegemonní maskulinita
- Candace Westová a Don H. Zimmerman – Dělat gender
- Susanne J. Kesslerová a Wendy McKennová – Gender display
- Erving Goffman – Dramaturgický přístup
- Judith Butlerová – Personifikace genderu
- Iris Marion Youngová – Seriální charakter genderu
- Abigail Favaleová - křesťanská teorie[66][67]